# Yanou/Diskografie
Diese Diskografie ist eine Übersicht über die musikalischen Werke des deutschen DJs, Komponisten und Musikproduzenten Yanou. Den Schallplattenauszeichnungen zufolge hat er bisher mehr als 7,7 Millionen Tonträger verkauft, davon alleine in seiner Heimat über 450.000. Seine erfolgreichste Veröffentlichung ist die Produktion Everytime We Touch mit über 2,5 Millionen verkauften Einheiten.

## Singles
| Jahr | Titel Projekt                                         | Höchstplatzierung, Gesamtwochen, AuszeichnungChartplatzierungen (Jahr, Titel, Projekt, Platzierungen, Wochen, Auszeichnungen, Anmerkungen) | Höchstplatzierung, Gesamtwochen, AuszeichnungChartplatzierungen (Jahr, Titel, Projekt, Platzierungen, Wochen, Auszeichnungen, Anmerkungen) | Höchstplatzierung, Gesamtwochen, AuszeichnungChartplatzierungen (Jahr, Titel, Projekt, Platzierungen, Wochen, Auszeichnungen, Anmerkungen) | Höchstplatzierung, Gesamtwochen, AuszeichnungChartplatzierungen (Jahr, Titel, Projekt, Platzierungen, Wochen, Auszeichnungen, Anmerkungen) | Höchstplatzierung, Gesamtwochen, AuszeichnungChartplatzierungen (Jahr, Titel, Projekt, Platzierungen, Wochen, Auszeichnungen, Anmerkungen) | Anmerkungen                                                  |
| Jahr | Titel Projekt                                         | DE | AT | CH | UK | US | Anmerkungen                                                  |
| ---- | ----------------------------------------------------- | --- | --- | --- | --- | --- | ------------------------------------------------------------ |
| 1997 | On y va mit Michael Urgacz als „Beam & Yanou“         | DE72 (8 Wo.)DE | — | — | — | — | Erstveröffentlichung: 8. August 1997                         |
| 1998 | Paraíso mit Michael Urgacz als „Beam & Yanou“         | DE74 (4 Wo.)DE | — | — | — | — | Erstveröffentlichung: 21. September 1998                     |
| 2000 | Rainbow of Mine mit Michael Urgacz als „Beam & Yanou“ | DE30 (6 Wo.)DE | — | CH84 (1 Wo.)CH | — | — | Erstveröffentlichung: 17. Januar 2000                        |
| 2000 | Sound of Love mit Michael Urgacz als „Beam & Yanou“   | DE64 (5 Wo.)DE | — | CH90 (2 Wo.)CH | — | — | Erstveröffentlichung: 17. Juli 2000                          |
| 2001 | The Free Fall mit Michael Urgacz als „Beam & Yanou“   | DE74 (2 Wo.)DE | — | — | — | — | Erstveröffentlichung: 5. März 2001                           |
| 2001 | Heaven DJ Sammy & Yanou feat. Do                      | DE10 (13 Wo.)DE | AT16 (14 Wo.)AT | CH39 (12 Wo.)CH | UK1 ×2Doppelplatin · (31 Wo.)UK | US8 Gold · (27 Wo.)US | Erstveröffentlichung: 3. November 2001 Verkäufe: + 2.035.000 |
| 2002 | On and On Yanou presents Do                           | DE68 (3 Wo.)DE | — | — | — | — | Erstveröffentlichung: 18. August 2002                        |

Weitere Singles
- 2006: King of My Castle (feat. Liz)
- 2007: Sun Is Shining
- 2008: A Girl Like You (feat. Mark Daviz)
- 2008: Children of the Sun
- 2009: Brighter Day
- 2013: 25 Lightyears Away (feat. Falco Luneau)
- 2014: Bring on the Sun (feat. Andreas Johnson)

## Musikvideos
| Jahr | Titel               | Regie                   |
| ---- | ------------------- | ----------------------- |
| 1997 | On y va             |                         |
| 1998 | Paraíso             | Cadmo Quintero          |
| 2000 | Rainbow of Mine     |                         |
| 2000 | Sound of Love       |                         |
| 2001 | The Free Fall       |                         |
| 2001 | Heaven              | Oliver Schmidt-Bradford |
| 2002 | On and On           |                         |
| 2008 | Children of the Sun | Dirk Hilger             |
| 2009 | Brighter Day        | Dirk Hilger             |
| 2013 | 25 Lightyears Away  |                         |
| 2014 | Bring on the Sun    | Lina Schütze            |

## Autorenbeteiligungen und Produktionen

### Yanou als Autor in den Charts
| Jahr | Titel Interpretation                           | Höchstplatzierung, Gesamtwochen, AuszeichnungChartplatzierungen (Jahr, Titel, Interpretation, Platzierungen, Wochen, Auszeichnungen, Anmerkungen) | Höchstplatzierung, Gesamtwochen, AuszeichnungChartplatzierungen (Jahr, Titel, Interpretation, Platzierungen, Wochen, Auszeichnungen, Anmerkungen) | Höchstplatzierung, Gesamtwochen, AuszeichnungChartplatzierungen (Jahr, Titel, Interpretation, Platzierungen, Wochen, Auszeichnungen, Anmerkungen) | Höchstplatzierung, Gesamtwochen, AuszeichnungChartplatzierungen (Jahr, Titel, Interpretation, Platzierungen, Wochen, Auszeichnungen, Anmerkungen) | Höchstplatzierung, Gesamtwochen, AuszeichnungChartplatzierungen (Jahr, Titel, Interpretation, Platzierungen, Wochen, Auszeichnungen, Anmerkungen) | Anmerkungen                                                  |
| Jahr | Titel Interpretation                           | DE | AT | CH | UK | US | Anmerkungen                                                  |
| ---- | ---------------------------------------------- | --- | --- | --- | --- | --- | ------------------------------------------------------------ |
| 1997 | On y va Beam & Yanou                           | DE72 (8 Wo.)DE | — | — | — | — | Erstveröffentlichung: 8. August 1997                         |
| 1998 | Paraíso Beam & Yanou                           | DE74 (4 Wo.)DE | — | — | — | — | Erstveröffentlichung: 21. September 1998                     |
| 2000 | Rainbow of Mine Beam & Yanou                   | DE30 (6 Wo.)DE | — | CH84 (1 Wo.)CH | — | — | Erstveröffentlichung: 17. Januar 2000                        |
| 2000 | Sound of Love Beam & Yanou                     | DE64 (5 Wo.)DE | — | CH90 (2 Wo.)CH | — | — | Erstveröffentlichung: 17. Juli 2000                          |
| 2001 | The Free Fall Beam & Yanou                     | DE74 (2 Wo.)DE | — | — | — | — | Erstveröffentlichung: 5. März 2001                           |
| 2002 | On and On Yanou presents Do                    | DE68 (3 Wo.)DE | — | — | — | — | Erstveröffentlichung: 18. August 2002                        |
| 2004 | (I Need a) Miracle Cascada                     | DE32 (9 Wo.)DE | AT24 (4 Wo.)AT | CH85 (1 Wo.)CH | UK8 (15 Wo.)UK | US— GoldUS | Erstveröffentlichung: 23. November 2004 Verkäufe: + 605.000  |
| 2008 | What Do You Want from Me? Cascada              | DE54 (6 Wo.)DE | AT50 (7 Wo.)AT | — | UK51 (3 Wo.)UK | — | Erstveröffentlichung: 7. März 2008                           |
| 2008 | Shine On R.I.O.                                | DE25 (20 Wo.)DE | AT21 (23 Wo.)AT | CH17 (51 Wo.)CH | — | — | Erstveröffentlichung: 6. Juni 2008                           |
| 2008 | When the Sun Comes Down R.I.O.                 | DE63 (8 Wo.)DE | AT54 (7 Wo.)AT | CH62 (4 Wo.)CH | — | — | Erstveröffentlichung: 5. Dezember 2008                       |
| 2009 | Welcome to the Club Manian                     | — | AT39 (6 Wo.)AT | — | — | — | Erstveröffentlichung: 20. Februar 2009                       |
| 2009 | Evacuate the Dancefloor Cascada feat. Carlprit | DE5 Gold · (39 Wo.)DE | AT6 (33 Wo.)AT | CH7 (35 Wo.)CH | UK1 Gold · (18 Wo.)UK | US25 Platin · (26 Wo.)US | Erstveröffentlichung: 29. Juni 2009 Verkäufe: + 1.810.000    |
| 2009 | After the Love R.I.O.                          | DE65 (4 Wo.)DE | AT41 (2 Wo.)AT | — | — | — | Erstveröffentlichung: 10. Juli 2009                          |
| 2009 | Fever Cascada                                  | DE31 (7 Wo.)DE | AT38 (5 Wo.)AT | — | — | — | Erstveröffentlichung: 9. Oktober 2009                        |
| 2009 | Dangerous Cascada                              | — | — | — | UK67 (2 Wo.)UK | — | Erstveröffentlichung: 12. Oktober 2009                       |
| 2010 | Pyromania Cascada                              | DE21 (11 Wo.)DE | AT26 (10 Wo.)AT | — | UK60 (1 Wo.)UK | — | Erstveröffentlichung: 19. März 2010                          |
| 2011 | Like I Love You R.I.O.                         | DE31 (7 Wo.)DE | AT35 (18 Wo.)AT | CH28 (3 Wo.)CH | — | — | Erstveröffentlichung: 28. Januar 2010                        |
| 2011 | Miss Sunshine R.I.O.                           | DE50 (11 Wo.)DE | AT44 (4 Wo.)AT | CH43 (2 Wo.)CH | — | — | Erstveröffentlichung: 13. Mai 2011                           |
| 2011 | San Francisco Cascada                          | DE13 (14 Wo.)DE | AT14 (11 Wo.)AT | — | UK64 (1 Wo.)UK | — | Erstveröffentlichung: 3. Juni 2011                           |
| 2011 | Turn This Club Around R.I.O. feat. U-Jean      | DE3 Gold · (27 Wo.)DE | AT5 (20 Wo.)AT | CH1 (20 Wo.)CH | UK36 (4 Wo.)UK | — | Erstveröffentlichung: 16. September 2011 Verkäufe: + 150.000 |
| 2011 | Au revoir Cascada                              | DE73 (1 Wo.)DE | AT31 (3 Wo.)AT | — | — | — | Erstveröffentlichung: 23. September 2011                     |
| 2011 | Animal R.I.O. feat. U-Jean                     | DE48 (17 Wo.)DE | AT33 (11 Wo.)AT | CH51 (2 Wo.)CH | — | — | Erstveröffentlichung: 11. November 2011                      |
| 2012 | Summer of Love Cascada                         | DE13 (9 Wo.)DE | AT7 (6 Wo.)AT | CH13 (16 Wo.)CH | — | — | Erstveröffentlichung: 30. März 2012                          |
| 2012 | Party Shaker R.I.O. feat. Nicco                | DE10 Gold · (20 Wo.)DE | AT10 (24 Wo.)AT | CH6 (24 Wo.)CH | — | — | Erstveröffentlichung: 18. Mai 2012 Verkäufe: + 150.000       |
| 2012 | Don’t Stop the Dancing Manian feat. Carlprit   | — | AT48 (1 Wo.)AT | CH55 (1 Wo.)CH | — | — | Erstveröffentlichung: 7. Dezember 2012                       |
| 2013 | Glorious Cascada                               | DE6 (14 Wo.)DE | AT29 (6 Wo.)AT | CH56 (1 Wo.)CH | — | — | Erstveröffentlichung: 8. Februar 2013                        |
| 2013 | Living in Stereo R.I.O. feat. Howard Glasford  | DE70 (1 Wo.)DE | AT41 (3 Wo.)AT | CH32 (1 Wo.)CH | — | — | Erstveröffentlichung: 15. März 2013                          |
| 2013 | Ready or Not R.I.O. feat. U-Jean               | DE54 (2 Wo.)DE | AT40 (3 Wo.)AT | CH64 (1 Wo.)CH | — | — | Erstveröffentlichung: 10. Mai 2013                           |
| 2013 | Tonight Manian feat. Nicco                     | — | AT58 (1 Wo.)AT | — | — | — | Erstveröffentlichung: 24. Mai 2013                           |
| 2013 | Megamix R.I.O.                                 | DE19 (4 Wo.)DE | AT19 (3 Wo.)AT | — | — | — | Erstveröffentlichung: 2. August 2013                         |
| 2014 | One in a Million R.I.O. feat. U-Jean           | DE51 (3 Wo.)DE | AT62 (4 Wo.)AT | CH62 (1 Wo.)CH | — | — | Erstveröffentlichung: 26. Juni 2014                          |

### Yanou als Produzent in den Charts
| Jahr | Titel Interpretation                           | Höchstplatzierung, Gesamtwochen, AuszeichnungChartplatzierungen (Jahr, Titel, Interpretation, Platzierungen, Wochen, Auszeichnungen, Anmerkungen) | Höchstplatzierung, Gesamtwochen, AuszeichnungChartplatzierungen (Jahr, Titel, Interpretation, Platzierungen, Wochen, Auszeichnungen, Anmerkungen) | Höchstplatzierung, Gesamtwochen, AuszeichnungChartplatzierungen (Jahr, Titel, Interpretation, Platzierungen, Wochen, Auszeichnungen, Anmerkungen) | Höchstplatzierung, Gesamtwochen, AuszeichnungChartplatzierungen (Jahr, Titel, Interpretation, Platzierungen, Wochen, Auszeichnungen, Anmerkungen) | Höchstplatzierung, Gesamtwochen, AuszeichnungChartplatzierungen (Jahr, Titel, Interpretation, Platzierungen, Wochen, Auszeichnungen, Anmerkungen) | Anmerkungen                                                  | [↑]: gemeinsam behandelt mit vorhergehendem Eintrag; [←]: in beiden Charts platziert |
| Jahr | Titel Interpretation                           | DE | AT | CH | UK | US | Anmerkungen                                                  |                                                                                      |
| ---- | ---------------------------------------------- | --- | --- | --- | --- | --- | ------------------------------------------------------------ | ------------------------------------------------------------------------------------ |
| 1997 | On y va Beam & Yanou                           | DE72 (8 Wo.)DE | — | — | — | — | Erstveröffentlichung: 8. August 1997                         |                                                                                      |
| 1998 | Paraíso Beam & Yanou                           | DE74 (4 Wo.)DE | — | — | — | — | Erstveröffentlichung: 21. September 1998                     |                                                                                      |
| 2000 | Rainbow of Mine Beam & Yanou                   | DE30 (6 Wo.)DE | — | CH84 (1 Wo.)CH | — | — | Erstveröffentlichung: 17. Januar 2000                        |                                                                                      |
| 2000 | Sound of Love Beam & Yanou                     | DE64 (5 Wo.)DE | — | CH90 (2 Wo.)CH | — | — | Erstveröffentlichung: 17. Juli 2000                          |                                                                                      |
| 2001 | The Free Fall Beam & Yanou                     | DE74 (2 Wo.)DE | — | — | — | — | Erstveröffentlichung: 5. März 2001                           |                                                                                      |
| 2001 | Heaven DJ Sammy & Yanou feat. Do               | DE10 (13 Wo.)DE | AT16 (14 Wo.)AT | CH39 (12 Wo.)CH | UK1 Platin · (31 Wo.)UK | US8 Gold · (27 Wo.)US | Erstveröffentlichung: 3. November 2001 Verkäufe: + 1.435.000 |                                                                                      |
| 2002 | On and On Yanou presents Do                    | DE68 (3 Wo.)DE | — | — | — | — | Erstveröffentlichung: 18. August 2002                        |                                                                                      |
| 2003 | You’re My Heart, You’re My Soul Bolenski Beat  | DE60 (2 Wo.)DE | — | — | — | — | Erstveröffentlichung: April 2003                             |                                                                                      |
| 2004 | (I Need a) Miracle Cascada                     | DE32 (9 Wo.)DE | AT24 (4 Wo.)AT | CH85 (1 Wo.)CH | UK8 (15 Wo.)UK | US— GoldUS | Erstveröffentlichung: 23. November 2004 Verkäufe: + 605.000  |                                                                                      |
| 2005 | Everytime We Touch Cascada                     | DE5 (19 Wo.)DE | AT13 (21 Wo.)AT | CH22 (24 Wo.)CH | UK2 Gold · (42 Wo.)UK | US10 Platin · (31 Wo.)US | Erstveröffentlichung: 15. August 2005 Verkäufe: + 2.500.000  |                                                                                      |
| 2005 | How Do You Do Cascada                          | — | AT50 (4 Wo.)AT | — | — | — | Erstveröffentlichung: 30. September 2005                     |                                                                                      |
| 2006 | Truly Madly Deeply Cascada                     | DE26 (9 Wo.)DE | AT22 (11 Wo.)AT | — | UK4 (23 Wo.)UK | — | Erstveröffentlichung: 31. Januar 2006                        |                                                                                      |
| 2007 | A Neverending Dream Cascada                    | — | — | — | UK46 (3 Wo.)UK | — | Erstveröffentlichung: 4. März 2007                           |                                                                                      |
| 2007 | Last Christmas Cascada                         | DE82 (2 Wo.)DE | AT63 (2 Wo.)AT | — | UK10 (19 Wo.)UK | US52 Gold · (14 Wo.)US | Erstveröffentlichung: 21. November 2007                      |                                                                                      |
| 2007 | What Hurts the Most Cascada                    | DE9 (11 Wo.)DE | AT3 (16 Wo.)AT[CH: ↑][UK: ↑][US: ↑] | — | UK10 (19 Wo.)UK | US52 Gold · (14 Wo.)US | Erstveröffentlichung: 21. November 2007 Verkäufe: + 500.000  |                                                                                      |
| 2008 | What Do You Want from Me? Cascada              | DE54 (6 Wo.)DE | AT50 (7 Wo.)AT | — | UK51 (3 Wo.)UK | — | Erstveröffentlichung: 7. März 2008                           |                                                                                      |
| 2008 | Shine On R.I.O.                                | DE25 (20 Wo.)DE | AT21 (23 Wo.)AT | CH17 (51 Wo.)CH | — | — | Erstveröffentlichung: 6. Juni 2008                           |                                                                                      |
| 2008 | Because the Night Cascada                      | DE41 (8 Wo.)DE | AT45 (6 Wo.)AT | — | UK28 (6 Wo.)UK | — | Erstveröffentlichung: 18. Juli 2008                          |                                                                                      |
| 2008 | When the Sun Comes Down R.I.O.                 | DE63 (8 Wo.)DE | AT54 (7 Wo.)AT | CH62 (4 Wo.)CH | — | — | Erstveröffentlichung: 5. Dezember 2008                       |                                                                                      |
| 2009 | Evacuate the Dancefloor Cascada feat. Carlprit | DE5 Gold · (39 Wo.)DE | AT6 (33 Wo.)AT | CH7 (35 Wo.)CH | UK1 Gold · (18 Wo.)UK | US25 Platin · (26 Wo.)US | Erstveröffentlichung: 29. Juni 2009 Verkäufe: + 1.810.000    |                                                                                      |
| 2009 | After the Love R.I.O.                          | DE65 (4 Wo.)DE | AT41 (2 Wo.)AT | — | — | — | Erstveröffentlichung: 10. Juli 2009                          |                                                                                      |
| 2009 | Fever Cascada                                  | DE31 (7 Wo.)DE | AT38 (5 Wo.)AT | — | — | — | Erstveröffentlichung: 9. Oktober 2009                        |                                                                                      |
| 2009 | Dangerous Cascada                              | — | — | — | UK67 (2 Wo.)UK | — | Erstveröffentlichung: 12. Oktober 2009                       |                                                                                      |
| 2009 | Serenade R.I.O.                                | DE97 (1 Wo.)DE | — | — | — | — | Erstveröffentlichung: 6. November 2009                       |                                                                                      |
| 2010 | Pyromania Cascada                              | DE21 (11 Wo.)DE | AT26 (10 Wo.)AT | — | UK60 (1 Wo.)UK | — | Erstveröffentlichung: 19. März 2010                          |                                                                                      |
| 2011 | Like I Love You R.I.O.                         | DE31 (7 Wo.)DE | AT35 (18 Wo.)AT | CH28 (3 Wo.)CH | — | — | Erstveröffentlichung: 28. Januar 2010                        |                                                                                      |
| 2011 | Miss Sunshine R.I.O.                           | DE50 (11 Wo.)DE | AT44 (4 Wo.)AT | CH43 (2 Wo.)CH | — | — | Erstveröffentlichung: 13. Mai 2011                           |                                                                                      |
| 2011 | San Francisco Cascada                          | DE13 (14 Wo.)DE | AT14 (11 Wo.)AT | — | UK64 (1 Wo.)UK | — | Erstveröffentlichung: 3. Juni 2011                           |                                                                                      |
| 2011 | Turn This Club Around R.I.O. feat. U-Jean      | DE3 Gold · (27 Wo.)DE | AT5 (20 Wo.)AT | CH1 (20 Wo.)CH | UK36 (4 Wo.)UK | — | Erstveröffentlichung: 16. September 2011 Verkäufe: + 150.000 |                                                                                      |
| 2011 | Au revoir Cascada                              | DE73 (1 Wo.)DE | AT31 (3 Wo.)AT | — | — | — | Erstveröffentlichung: 23. September 2011                     |                                                                                      |
| 2011 | Animal R.I.O. feat. U-Jean                     | DE48 (17 Wo.)DE | AT33 (11 Wo.)AT | CH51 (2 Wo.)CH | — | — | Erstveröffentlichung: 11. November 2011                      |                                                                                      |
| 2012 | Summer of Love Cascada                         | DE13 (9 Wo.)DE | AT7 (6 Wo.)AT | CH13 (16 Wo.)CH | — | — | Erstveröffentlichung: 30. März 2012                          |                                                                                      |
| 2012 | Party Shaker R.I.O. feat. Nicco                | DE10 Gold · (20 Wo.)DE | AT10 (24 Wo.)AT | CH6 (24 Wo.)CH | — | — | Erstveröffentlichung: 18. Mai 2012 Verkäufe: + 150.000       |                                                                                      |
| 2012 | Summer Jam R.I.O. feat. U-Jean                 | DE7 (20 Wo.)DE | AT2 (18 Wo.)AT | CH2 (17 Wo.)CH | — | — | Erstveröffentlichung: 27. Juli 2012                          |                                                                                      |
| 2013 | Living in Stereo R.I.O. feat. Howard Glasford  | DE70 (1 Wo.)DE | AT41 (3 Wo.)AT | CH32 (1 Wo.)CH | — | — | Erstveröffentlichung: 15. März 2013                          |                                                                                      |
| 2013 | Ready or Not R.I.O. feat. U-Jean               | DE54 (2 Wo.)DE | AT40 (3 Wo.)AT | CH64 (1 Wo.)CH | — | — | Erstveröffentlichung: 10. Mai 2013                           |                                                                                      |

## Sonderveröffentlichungen
Remixe
| - 1997: Encore! – Le Disc-Jockey (Beam & Yanou Remix) - 1997: Da Bomb – The Original (Beam & Yonou Mix) - 1997: La Chica – La fiesta de la noche (Beam & Yanou Mix) - 1999: In-Mood feat. Juliette – The Last Unicorn (Elemental Radio Mix) - 2000: Sarina Paris – Look at Us (Beam & Yanou Radio Mix) - 2000: Encore! – Le soleil noir (Yanou Remix) - 2000: E Nomine – Denn sie wissen nicht was sie tun (Yanou vs. Cyrus Remix) - 2001: Das Modul vs. E-Love – Computerliebe 7.1 (Yanou Remix) - 2001: 883 – Tieni il tempo (Latino Single Mix) - 2002: Miss Shiva feat. K – Just More (Yanou Radio Mix) - 2002: Vintage Beat – Sometimes (Yanou Remix) - 2002: Sash! – The Sunset (Yanou vs. Flashrider Mix) - 2002: Dogma – Du brennst immer noch in mir (Yanou Club Remix) - 2002: Velvet – China in Your Hands (Yanou Remix) - 2002: Roy Fire – You Spin Me Round (Like a Record) (Yanou Remix) - 2002: Natalie – Dancing with Tears in My Eyes (Yanou Remix) - 2002: Phoenix 2003 – Dreamer (Yanou Remix) - 2002: Right Said Fred – I Love You (But I Don’t Like You) (Yanou’s Club Mix) | - 2003: Da Buzz – Alive (Yanou Remix) - 2003: Illusion – Wind of Change 2003 - 2003: Nick Skitz – Slave to the Music (S-Cape Extended Remix) - 2003: Bolenski Beat – You’re My Heart, You’re My Soul (Yanou’s Party on Remix) - 2003: Nova – Memories (Yanou Remix) - 2003: Spy the Ghost – Just More (Yanou Club Mix) - 2003: Frap! – Higher (Yanou Remix) - 2003: Magic Affair – Fly Away (La serenissima) (Yanou Remix) - 2004: Barbarez – It’s a Dream (DJ Manian vs. Yanou Remix) - 2004: Dexxlab – Rise Up (Y.A.N.O.U. Remix) - 2004: DJ Manian – Love Song (Yanou Remix) - 2004: Bulldozzer – Dance! (Yanou Trance Radio Mix) - 2004: Ray Knox – Dance (Yanou Trance Mix) - 2005: Angel City – Sunrise (Yanou’s Sunset Remix) - 2006: Kim Sozzi – Break Up (Cascada Remix) - 2006: Danielle Paris – I Can’t Stand It (Cascada Remix) - 2007: ItaloBrothers – Counting Down The Days (Cascada Remix) - 2013: Aya Hirano – 冒険でしょでしょ? (Cascada Remix Radio Edit) |

## Statistik

### Chartauswertung
|                       | DE    | AT    | CH    | UK    | US    |
| --------------------- | ----- | ----- | ----- | ----- | ----- |
| Nummer-eins-Singles   | DE—DE | AT—AT | CH—CH | UK1UK | US—US |
| Top-10-Singles        | DE1DE | AT—AT | CH—CH | UK1UK | US1US |
| Singles in den Charts | DE7DE | AT1AT | CH3CH | UK1UK | US1US |

|                       | DE     | AT     | CH     | UK    | US    |
| --------------------- | ------ | ------ | ------ | ----- | ----- |
| Nummer-eins-Singles   | DE—DE  | AT—AT  | CH1CH  | UK1UK | US—US |
| Top-10-Singles        | DE4DE  | AT4AT  | CH3CH  | UK2UK | US—US |
| Singles in den Charts | DE27DE | AT24AT | CH17CH | UK7UK | US1US |

Produzentenbeteiligung
|                       | DE     | AT     | CH     | UK     | US    |
| --------------------- | ------ | ------ | ------ | ------ | ----- |
| Nummer-eins-Singles   | DE—DE  | AT—AT  | CH1CH  | UK2UK  | US—US |
| Top-10-Singles        | DE7DE  | AT6AT  | CH4CH  | UK6UK  | US2US |
| Singles in den Charts | DE33DE | AT26AT | CH17CH | UK13UK | US4US |

### Auszeichnungen für Musikverkäufe
| Goldene Schallplatte - Dänemark - 2009: für die Autorenbeteiligung/Produktion Evacuate the Dancefloor (Cascada) - Finnland - 2007: für die Autorenbeteiligung/Produktion Miracle (Cascada) - 2008: für die Produktion Everytime We Touch (Cascada) - Frankreich - 2004: für die Single Heaven - 2007: für die Autorenbeteiligung/Produktion Miracle (Cascada) - Norwegen - 2002: für die Single Heaven | Platin-Schallplatte - Australien - 2002: für die Single Heaven - 2009: für die Autorenbeteiligung/Produktion Evacuate the Dancefloor (Cascada) - Frankreich - 2007: für die Produktion Everytime We Touch (Cascada) - Kanada - 2008: für die Produktion Everytime We Touch (Cascada) - Neuseeland - 2010: für die Autorenbeteiligung/Produktion Evacuate the Dancefloor (Cascada) 2× Platin-Schallplatte - Kanada - 2010: für die Autorenbeteiligung/Produktion Evacuate the Dancefloor (Cascada) - Schweden - 2006: für die Produktion Everytime We Touch (Cascada) |

Anmerkung: Auszeichnungen in Ländern aus den Charttabellen bzw. Chartboxen sind in ebendiesen zu finden.
| Land/RegionAuszeichnungen für Musikverkäufe (Land/Region, Auszeichnungen, Verkäufe, Quellen) | Gold       | Platin       | Verkäufe  | Quellen                                                              |
| -------------------------------------------------------------------------------------------- | ---------- | ------------ | --------- | -------------------------------------------------------------------- |
| Australien (ARIA)                                                                            | —          | 2× Platin2   | 140.000   | aria.com.au                                                          |
| Dänemark (IFPI)                                                                              | Gold1      | —            | 15.000    | ifpi.dk                                                              |
| Deutschland (BVMI)                                                                           | 3× Gold3   | —            | 450.000   | musikindustrie.de                                                    |
| Finnland (IFPI)                                                                              | 2× Gold2   | —            | 12.679    | ifpi.fi                                                              |
| Frankreich (SNEP)                                                                            | 2× Gold2   | Platin1      | 750.000   | snepmusique.com                                                      |
| Kanada (MC)                                                                                  | —          | 3× Platin3   | 260.000   | musiccanada.com                                                      |
| Norwegen (IFPI)                                                                              | Gold1      | —            | 5.000     | ifpi.no (Memento vom 5. November 2012 im Internet Archive)           |
| Neuseeland (RMNZ)                                                                            | —          | Platin1      | 15.000    | radioscope.net.nz (Memento vom 14. Oktober 2008 im Internet Archive) |
| Schweden (IFPI)                                                                              | —          | 2× Platin2   | 40.000    | sverigetopplistan.se                                                 |
| Vereinigte Staaten (RIAA)                                                                    | 3× Gold3   | 2× Platin2   | 3.500.000 | riaa.com                                                             |
| Vereinigtes Königreich (BPI)                                                                 | 2× Gold2   | 2× Platin2   | 2.000.000 | bpi.co.uk                                                            |
| Insgesamt                                                                                    | 14× Gold14 | 13× Platin13 |           |                                                                      |